# Gli Acchiappaglitch
Gli Acchiappaglitch (Glitch Techs) è una serie animata creata da Eric Robles e Dan Milano per Nickelodeon e Netflix. La prima stagione, composta da nove episodi, è stata pubblicata su Netflix il 21 febbraio 2020. La seconda stagione, composta da dieci episodi, il 17 agosto 2020.

## Trama
I giovani Hector "Forza Cinque" Nieves e Miko "Me-K.O." Kubota vivono nella città di Bailley, dove un gruppo di persone si occupa segretamente di catturare glitch: personaggi dei videogiochi che per un bug fuoriescono da esso, e finiscono nel mondo reale come esseri energetici che operano in base alla codifica dei giochi interessati, creando così scompiglio.
Per fermare questi terribili Glitch, gli Acchiappaglitch, che lavorano in un negozio di videogiochi locale come copertura, devono usare la loro logica di giocatori e le loro attrezzature per contrastarli e catturarli. Dopo aver catturato e/o distrutto i Glitch, devono anche riparare i danni e cancellare i ricordi delle persone per evitare ulteriore panico. Forza Cinque e Me-K.O., dopo essere diventati inaspettatamente i nuovi Acchiappaglitch, dovranno usare le loro abilità di giocatori per dare una mano.

## Personaggi e doppiatori
Protagonisti
*Miko Kubota/Me-K.O.
*Hector Nieves/Forza Cinque

## Episodi

### Prima stagione
| nº | Cod. prod. | Titolo originale           | Titolo italiano                | Scritto da                 | Storyboard                                                                           | Pubblicazione    |
| -- | ---------- | -------------------------- | ------------------------------ | -------------------------- | ------------------------------------------------------------------------------------ | ---------------- |
| 1  | 101-102    | Age of Hinobi              | L'era di Hinobi                | Dan Milano                 | Ben Choi, Chris e Ian Graham, Phil Jacobson, Ben Juwono, Sung Kim e Sarah Partington | 21 febbraio 2020 |
| 2  | 103        | Tutorial Mode              | Modalità tutorial              | David Anaxagoras           | Phil Jacobson, Sung Kim e Sarah Partington                                           | 21 febbraio 2020 |
| 3  | 104        | Going, Going, Gauntlet!    | Il guanto rubato               | Ashly Burch                | Benjamin Carow, Ben Choi, Michael Fong e Sheldon Vella                               | 21 febbraio 2020 |
| 4  | 105        | Smashozaur                 | Schiaccia-sauri                | Jeff Trammell              | Phil Jacobson, Sung Kim e Sarah Partington                                           | 21 febbraio 2020 |
| 5  | 106        | Castle Crawl               | Il castello                    | Sandeep Parikh             | Ben Choi, Michael Fong e Sheldon Vella                                               | 21 febbraio 2020 |
| 6  | 107        | Alpha Leader               | Il leader                      | Ashly Burch                | Sung Kim, Phil Jacobson e Sarah Partington                                           | 21 febbraio 2020 |
| 7  | 119        | Collection Quest           | Mission raccolta               | Jenny DeArmitt             | Ben Choi, Alex Chiu e Michael Fong                                                   | 21 febbraio 2020 |
| 8  | 116        | Adventures in Pet Training | La formazione degli animaletti | Jen Bardekoff e Dan Milano | Ben Choi, Michael Fong e Myriam Fourati                                              | 21 febbraio 2020 |
| 9  | 109        | Karate Trainer             | Karate Trainer                 | Eric Acosta                | Ben Choi, Michael Fong e Sheldon Vella                                               | 21 febbraio 2020 |

### Seconda stagione
| nº | Titolo originale      | Titolo italiano          | Scritto da                                           | Storyboard                                                              | Pubblicazione  |
| -- | --------------------- | ------------------------ | ---------------------------------------------------- | ----------------------------------------------------------------------- | -------------- |
| 1  | The Glitch Modder     | La modder di glitch      | Ashly Burch                                          | Phil Jacobson, Sung Eun Kim e Sarah Partington                          | 17 agosto 2020 |
| 2  | Ping                  | Ping                     | Brad Bell e Dan Milano                               | Ben Choi, Michael Fong e Sheldon Vella                                  | 17 agosto 2020 |
| 3  | Ralphie Bear Is Back  | Ralphie l'orso è tornato | Eric Acosta, Ashly Burch, Dani Michaeli e Dan Milano | Trey Buongiorno, Alice Herring, Max Lawson, David Ochs e Zane Yarbrough | 17 agosto 2020 |
| 4  | BUDS                  | Amici                    | Sarah McChesney                                      | Ben Choi, Michael Fong e Sheldon Vella                                  | 17 agosto 2020 |
| 5  | The New Recruit       | La nuova arrivata        | Ashly Burch                                          | Phil Jacobson, Sung Eun Kim e Sarah Partington                          | 17 agosto 2020 |
| 6  | Find the Glitch       | Trova il Glitch          | Dan Milano                                           | Alice Herring, Grace Liu e Zane Yarbrough                               | 17 agosto 2020 |
| 7  | The Real Glitch Techs | I veri acchiappaglitch   | Jennifer Bardekoff                                   | Phil Jacobson, Sung Kim e Sarah Partington                              | 17 agosto 2020 |
| 8  | Settling the Score    | La vendetta              | Dan Milano                                           | Phil Jacobson, Sung Eun Kim e Sarah Partington                          | 17 agosto 2020 |
| 9  | I'm Mitch Williams    | Sono Mitch Williams      | Greg Nix                                             | Etienne Guignard, Alice Herring e Grace Liu                             | 17 agosto 2020 |
| 10 | BITT Prime            | BITT Prime               | Dan Milano e Sandeep Parikh                          | Sung Kim, Phil Jacobson e Sarah Partington                              | 17 agosto 2020 |

## Accoglienza
La serie ha ricevuto il plauso da parte di critica e di pubblico. Emily Ashby di Common Sense Media la ha definita una "simpatica serie ispirata ai giochi" che promuove la diversità e il lavoro di squadra. L'autrice ha anche affermato che, pur essendoci una "discreta quantità di violenza in stile gioco", c'è anche una "diversità razziale e culturale" tra i casi e l'enfasi su come una missione condivisa e il lavoro di squadra possano aiutarli a "trascendere le loro differenze". Ha inoltre elogiato la serie perché è "ben ritmata, ben animata e ben adatta" ai giocatori e a coloro che si dilettano con la VR.